# Президентские выборы в Чили (2009—2010)
Президентские выборы в Чили проходили 13 декабря 2009 года (1-й тур) и 17 января 2010 года (2-й тур). Президентом был избран кандидат от Национального обновления (коалиция Альянс за Чили) Себастьян Пиньера, получившой во 2-м туре 51,6 % голосов избирателей.

## Контекст выборов

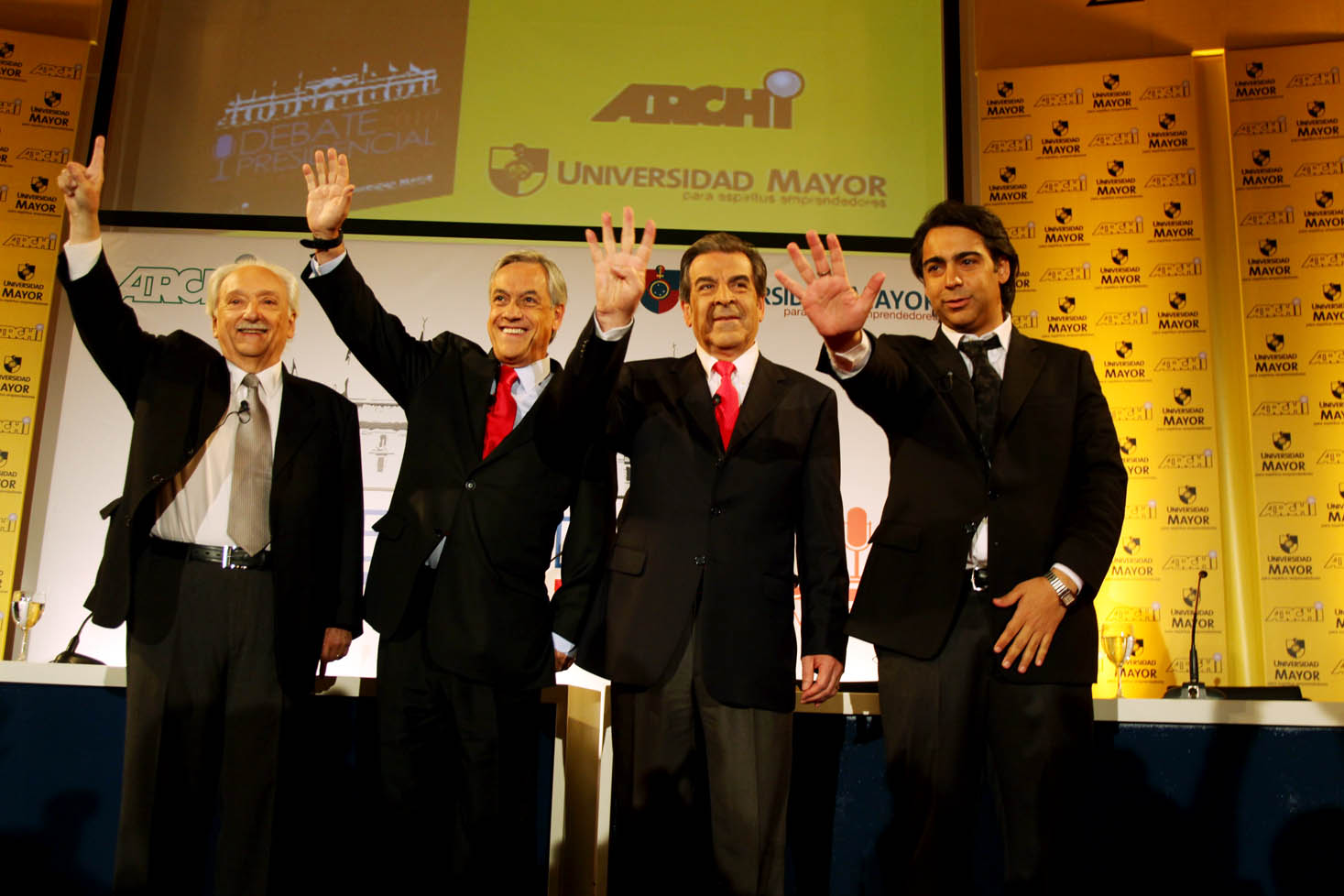
Кандидаты в президенты во время предвыборных дебатов. Слева направо: Хорхе Аррате, Себастьян Пиньера, Эдуардо Фрей и Марко Энрикес-Оминами.

В политике Чили основное положение занимали две коалиции: левоцентристская Коалиция партий за демократию, которая включала в себя Христианско-демократическую партию, Социалистическую партию, Партию за демократию и Социал-демократическую радикальную партию, и правоцентристский Альянс за Чили, в который входили Независимый демократический союз и партия Национальное обновление. Коалиция партий за демократию выдвинула экс-президента Эдуардо Фрея, а Альянс за Чили — Себастьяна Пиньера, уже участвовавшего в качестве кандидата на предыдущих выборах. Пиньера был также поддержан новой Коалицией за изменения. Левая коалиция «Вместе мы можем сделать больше» (исп. Juntos Podemos Más), которая включала Коммунистическую партию и Гуманистическую партию, была представлена бывшим социалистом Хорхе Аррате. Другой бывший социалист Марко Энрикес-Оминами выступал как беспартийный кандидат. В первом туре ни один из кандидатов не набрал абсолютного большинства. Во второй тур прошли Пиньера и Эдуардо Фрей.
20 декабря 2009 года коалиция «Вместе мы можем сделать больше» высказалась в поддержку Эдуардо Фрея после того, как он согласился включить в свою программу несколько политических положений левой коалиции. Через два дня Хорхе Аррате также полностью поддержал Фрея. На пресс-конференции 13 января 2010 года другой выбывший кандидат Марко Энрикес-Оминами неявно высказался в поддержку Фрея. Он сказал, что избрание Пиньеры было бы регрессом для страны, хотя голосование за Фрея тоже не было бы продвижением. В результате второго тура победил Себастьян Пиньера.

## Результаты

### Первый тур

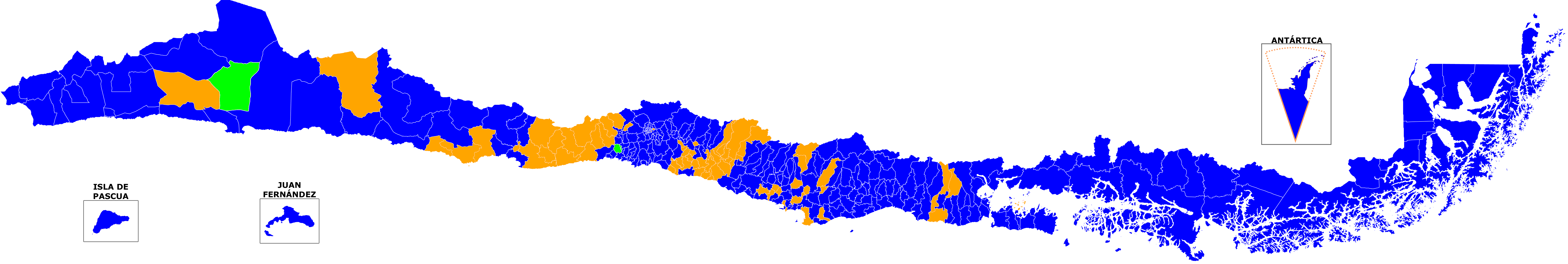
Распределение голосов по округам между лидерами выборов после 1-го тура:
Себастьян Пиньера
Эдуардо Фрей Руис-Тагле

| № | Кандидат                            | Партия/Коалиция                                                    | Голоса     | %                          | Результат                  |
| - | ----------------------------------- | ------------------------------------------------------------------ | ---------- | -------------------------- | -------------------------- |
| 1 | Хорхе Аррате                        | Коммунистическая партия («Вместе мы можем сделать больше»)         | 433 195    | 6,21                       |                            |
| 2 | Марко Энрикес-Оминами               | беспартийный                                                       | 1 405 124  | 20,14                      |                            |
| 3 | Себастьян Пиньера                   | Национальное обновление                                            | 3 074 164  | 44,06                      | 2-й тур                    |
| 4 | Эдуардо Фрей Руис-Тагле             | Христианско-демократическая партия (Коалиция партий за демократию) | 2 065 061  | 29,60                      | 2-й тур                    |
|   | Действительные бюллетени            |                                                                    | 6 977 544  | 100                        |                            |
|   | Недействительные бюллетени          |                                                                    | 200 420    | 2,76                       |                            |
|   | Пустые бюллетени                    |                                                                    | 86 172     | 1,19                       |                            |
|   | Всего                               |                                                                    | 7 264 136  | 100                        |                            |
|   | Зарегистрированных избирателей/Явка |                                                                    | 8 285 186  | 87,68 %                    | 87,68 %                    |
|   | Всего избирателей                   |                                                                    | 12 277 915 | 67,48 % зарегистрировалось | 67,48 % зарегистрировалось |

### Второй тур
| № | Кандидат                            | Партия/Коалиция                                                    | Голоса     | %                          | Результат                  |
| 3 | Себастьян Пиньера                   | Национальное обновление (Альянс за Чили)                           | 3 591 182  | 51,61                      | Президент                  |
| - | ----------------------------------- | ------------------------------------------------------------------ | ---------- | -------------------------- | -------------------------- |
| 4 | Эдуардо Фрей Руис-Тагле             | Христианско-демократическая партия (Коалиция партий за демократию) | 3 367 790  | 48,39                      |                            |
|   | Действительные бюллетени            |                                                                    | 6 958 972  | 100                        |                            |
|   | Недействительные бюллетени          |                                                                    | 189 490    | 2,63                       |                            |
|   | Пустые бюллетени                    |                                                                    | 54 909     | 0,76                       |                            |
|   | Всего                               |                                                                    | 7 203 371  | 100                        |                            |
|   | Зарегистрированных избирателей/Явка |                                                                    | 8 285 186  | 86,94 %                    | 86,94 %                    |
|   | Всего избирателей                   |                                                                    | 12 277 915 | 67,48 % зарегистрировалось | 67,48 % зарегистрировалось |